# Трудиловка
Трудиловка — упразднённый посёлок в Сорочинском районе Оренбургской области. На момент упразднения входил в состав сельского поселения Гамалеевский сельсовет. Исключён из учётных данных в 2001 году.

## География
Располагался на левом берегу реки Красная, на расстоянии, примерно, 13 километров к северо-востоку от села Гамалеевка.

## История
По данным на 1931 год посёлок Трудиловка состоял из 25 хозяйств. В административном отношении входил в состав Гамалеевского сельсовета Сорочинского района Средневолжского края.
По данным на 1939 год посёлок входил в состав Гамалеевского сельсовета Сорочинского района Чкаловской области. В посёлке действовал колхоз имени Калинина. С 1957 года отделение колхоза «Победа».
Официально упразднён 31 августа 2001 года согласно Закону Оренбургской области от 22 августа 2001 года.

## Население
По данным на 1930 год в посёлке проживало 132 человека, основное население — русские.